# دامپلوکس
دامپلوکس (به فرانسوی: Dampleux) یک کمون (فرانسه) در فرانسه است که در ان (ا-دو-فرانس) واقع شده‌است. دامپلوکس ۸٫۱۹ کیلومتر مربع مساحت دارد ۱۵۵ متر بالاتر از سطح دریا واقع شده‌است.